# Cala del Soio
La cala del Soio és una cala de roques al municipi d'Altea (la Marina Baixa) entre les partides de l'Olla i Cap Negret. En aquesta cala hi ha un dels pocs afloraments volcànics del País Valencià, a més de diversos jaciments arqueològics submarins. En febrer de 2011, a causa del projecte de reorientació de la bocana del portet de l'Olla, els veïns d'Altea van participar en una campanya per a la protecció de la cala, que va donar com a resultat la paralització de les obres.